# Istituto di ricerca sulle acque
L'Istituto di ricerca sulle acque (IRSA) è uno degli istituti del Consiglio Nazionale delle Ricerche (CNR), fondato nel 1968 e incaricato di svolgere attività di ricerca nei settori della gestione e protezione delle risorse idriche e nello sviluppo di metodologie e tecnologie per la potabilizzazione dell'acqua e la depurazione afferente al Dipartimento scienze del sistema terra e tecnologie per l'ambiente.

## Linee di ricerca
L'attività dell'Istituto di ricerca sulle acque si articola in sei aree tematiche
- Area tematica 1: Gestione sostenibile delle risorse idriche
- Area tematica 2: Funzionalità degli ecosistemi acquatici, comportamento dei contaminanti e relativi effetti
- Area tematica 3: Processi e tecnologie innovative per il trattamento delle acque
- Area tematica 4: Recupero di risorse ed energia dal trattamento di reflui, rifiuti, biomasse
- Area tematica 5: Caratterizzazione e bonifica di siti contaminati
- Area tematica 6: Analisi e gestione integrata dell'informazione e smart technologies

## Sedi
Le sedi iniziali dell'IRSA si trovano a Bari, Brugherio e Montelibretti. Nel 2018 si sono aggiunte le sedi di Taranto e di Verbania.
Gli obiettivi specifici principali delle varie sedi sono:
- sede di Bari: studio di meccanismi e processi di trattamento di reflui e fanghi e metodologie per la gestione e protezione delle risorse idriche;
- sede di Brugherio: inquinamento, qualità delle acque ed effetti sulle comunità biologiche;
- sede di Montelibretti: inquinamento, qualità delle acque ed effetti sulle comunità biologiche, studio di meccanismi e processi di trattamento di reflui e fanghi e metodologie per la gestione e protezione delle risorse idriche;
- sede di Taranto: acque costiere;
- sede di Verbania: ecologia delle acque dolci e limnologia.[3]